# Loiseaubryum
Loiseaubryum là một chi rêu trong họ Funariaceae.